# كامبوفرانكو
كامبوفرانكو (بالإيطالية: Campofranco)‏ هي بلدية في مقاطعة كالتانيسيتا في صقلية الإيطالية.

## السكان
في سنة 1861 بلغ عدد السكان 1٬944 نسمة، وتطور العدد ليصل في سنة 2011 لـ 3٬218 نسمة.
يظهر هذا المخطط البياني تطور النمو السكاني لـ كامبوفرانكو

## أعلام
- فرانتشيسكو نيكاسترو